# Xã Henrietta, Quận LaMoure, Bắc Dakota
Xã Henrietta (tiếng Anh: Henrietta Township) là một xã thuộc quận LaMoure, tiểu bang Bắc Dakota, Hoa Kỳ. Năm 2010, dân số của xã này là 84 người.